# 1970年の日本シリーズ
1970年の日本シリーズ（1970ねんのにっぽんシリーズ、1970ねんのにほんシリーズ）は、1970年10月27日から11月2日まで行われたセ・リーグ優勝チームの読売ジャイアンツとパ・リーグ優勝チームのロッテオリオンズによる第21回プロ野球日本選手権シリーズである。

## 概要
川上哲治監督率いる読売ジャイアンツと濃人渉監督率いるロッテオリオンズの対決となった1970年の日本シリーズは、ジャイアンツ（giants）とオリオンズ(orions)の頭文字をとって「GOシリーズ」とマスコミから呼ばれた。巨人が4勝1敗で勝利し、6年連続12度目の日本一。ジョージ・アルトマン、山崎裕之、池辺巌、アルト・ロペス、有藤と本塁打20本以上が5人の強力打線だったロッテを巨人は封じた。第1戦では4番のアルトマンを徹底的にマーク。5打席中3度の敬遠（4四球）。そして5番の有藤通世と勝負して、強力打線を抑えた。
当時ロッテの主力投手だった村田兆治（このシリーズでは登板なし）は「小山さん、木樽さん、成田さんの三本柱のロッテが勝つと思ったが、やはりONがいる巨人は強かった」と述べている。
両翼が90mしかなかった東京スタジアムでは、長嶋茂雄の4本の他両チーム3試合で合計9本の本塁打（特に第4戦は5本）が飛び出した。
関東地方のチーム同士の日本シリーズは1960年以来10年ぶり2回目となった。
この年は同じ東京都内の文京区の後楽園球場と荒川区の東京スタジアムでの開催となり、日本シリーズが全試合とも同一の都道府県で開催される史上初の事例となった（上記のGOシリーズとは別に東京シリーズとも呼ばれていた）。
この試合におけるロッテの宿舎は選手の自宅ではなく大田区の池上本門寺であり、自動車で東京スタジアムまで約2時間かかっており、宿舎と球場の移動時間が掛かり過ぎていたことも日本一を逃す要因となった。
ロッテはこれ以降、3回日本シリーズに出場しているが、いずれもプレーオフやクライマックスシリーズを勝ち抜いて出場している。従って、ロッテがポストシーズンを経ずに日本シリーズに出場したのはこの年が最後である。それと同時に運営会社がロッテに変更後、唯一敗退した日本シリーズでもある。

## 試合結果
| 日付                                    | 試合   | ビジター球団（先攻） | スコア | ホーム球団（後攻） | 開催球場       |
| --------------------------------------- | ------ | -------------------- | ------ | ------------------ | -------------- |
| 10月27日（火）                          | 第1戦  | ロッテオリオンズ     | 0 - 1  | 読売ジャイアンツ   | 後楽園球場     |
| 10月28日（水）                          | 第2戦  | ロッテオリオンズ     | 3 - 6  | 読売ジャイアンツ   | 後楽園球場     |
| 10月29日（木）                          | 移動日 | 移動日               | 移動日 | 移動日             | 移動日         |
| 10月30日（金）                          | 第3戦  | 読売ジャイアンツ     | 5 - 3  | ロッテオリオンズ   | 東京スタジアム |
| 11月1日（日）                           | 第4戦  | 読売ジャイアンツ     | 5 - 6  | ロッテオリオンズ   | 東京スタジアム |
| 11月2日（月）                           | 第5戦  | 読売ジャイアンツ     | 6 - 2  | ロッテオリオンズ   | 東京スタジアム |
| 優勝：読売ジャイアンツ（6年連続14回目） |        |                      |        |                    |                |

### 第1戦
10月27日　後楽園　入場者33209人
| ロッテ | 0 | 0 | 0 | 0 | 0 | 0 | 0 | 0 | 0 | 0 | 0  | 0 |
| 巨人   | 0 | 0 | 0 | 0 | 0 | 0 | 0 | 0 | 0 | 0 | 1x | 1 |

（ロ）●木樽（1敗）－醍醐

（巨）○堀内（1勝）－森

本塁打

（巨）黒江1号ソロ（11回木樽）
[審判]セ竹元（球）パ田川　セ谷村　パ斎田（塁）セ松橋　パ道仏（外）
ロッテ・木樽正明と巨人・堀内恒夫の投手戦となった。4回表、ロッテは2つの四球と山崎裕之のヒットで二死満塁のチャンスで、早くも千田啓介に代打の切り札・江藤慎一を送るが、三振に倒れた。ロッテは5回にも二死満塁のチャンスを迎えるが、有藤通世がショートゴロでチャンスを生かせなかった。11回裏、巨人の黒江透修が木樽の140球目をとらえサヨナラ本塁打。堀内は158球を投げ、延長11回を完封した。巨人の日本シリーズでのサヨナラ勝ちは1965年の対南海第5戦（土井のタイムリーで日本一決定）以来5年ぶり3度目（サヨナラ本塁打での決着は巨人では初。全体としても前年の対阪急第2戦の長池徳士のタイムリーに続いて史上13回目のサヨナラゲーム）。
公式記録関係（日本野球機構ページ）

### 第2戦
10月29日　後楽園　入場者31609人
| ロッテ | 0 | 0 | 0 | 0 | 1 | 0 | 0 | 2 | 0 | 3 |
| 巨人   | 0 | 0 | 1 | 4 | 0 | 0 | 1 | 0 | X | 6 |

（ロ）●成田（1敗）、小山、八木沢、平岡、佐藤元－醍醐

（巨）高橋一、○倉田（1勝）、渡辺秀－森

本塁打

（ロ）井石1号2ラン（8回倉田）

（巨）王1号ソロ（3回成田）
[審判]パ道仏（球）セ松橋　パ田川　セ谷村（塁）パ岡田豊　パ沖（外）
巨人は3回、王貞治のソロ本塁打で先制、4回には4安打1四球に相手のエラーも絡め、一挙4点を奪った。5回2死、そのエラーをした有藤のタイムリー安打で1点を返され、山崎を歩かせて満塁となったところで、川上哲治監督はあとアウト1つで勝利投手となる高橋一三を交代させるという投手リレーが結局功を奏し、最後は渡辺秀武を送って巨人が逃げ切った。
公式記録関係（日本野球機構ページ）

### 第3戦
10月31日　東京　入場者26542人
| 巨人   | 1 | 0 | 0 | 1 | 0 | 0 | 1 | 0 | 0 | 0 | 2 | 5 |
| ロッテ | 0 | 0 | 0 | 0 | 0 | 0 | 0 | 3 | 0 | 0 | 0 | 3 |

（巨）堀内、高橋一、渡辺秀、倉田、○山内新（1勝）－森

（ロ）木樽、平岡、●小山（1敗）－醍醐、大塚

本塁打

（巨）長嶋1号ソロ（4回木樽）、長嶋2号2ラン（11回小山）
[審判]パ岡田豊（球）パ沖　セ松橋　パ田川（塁）パ斎田　セ竹元（外）
長嶋茂雄の本塁打などで0-3とリードされたロッテは8回裏、代打・岩崎忠義が四球出塁、続く有藤が安打で続いたところで池辺巌のタイムリー二塁打で1点差に詰め寄った。さらに、三塁に進んでいた池辺が捕逸で生還し、同点に追いついた。ロッテは9回から小山正明をリリーフに送ったが、巨人は延長11回、長嶋が日本シリーズ史上初の通算20号となる2ラン本塁打を放ち、これが決勝点となった。巨人は3連勝でV6に王手をかけた。
浩宮（当時）とその学友が来場してこの試合を観戦している。元は長嶋を贔屓にしていた浩宮であったが、この試合で三塁打を放った末次利光のファンに転向。末次は翌1971年の日本シリーズ第4戦で満塁本塁打を放ち、この試合も後楽園球場で観戦していた浩宮を大層喜ばせた。
公式記録関係（日本野球機構ページ）

### 第4戦
11月1日　東京　入場者31515人
| 巨人   | 3 | 0 | 2 | 0 | 0 | 0 | 0 | 0 | 0 | 5 |
| ロッテ | 4 | 0 | 2 | 0 | 0 | 0 | 0 | 0 | X | 6 |

（巨）渡辺秀、●高橋一（1敗）、山内新、倉田－森、吉田孝

（ロ）成田、○佐藤元（1勝）、平岡、木樽－醍醐

本塁打

（巨）高田1号ソロ（1回成田）、長嶋3号2ラン（1回成田）、王2号ソロ（3回成田）、長嶋4号ソロ（3回成田）

（ロ）井石2号3ラン（1回渡辺秀）
[審判]パ斎田（球）セ竹元　パ沖　セ松橋（塁）セ谷村　パ道仏（外）
1回表、巨人は、高田繁が先頭打者本塁打で先制、さらに長嶋の2ラン本塁打も出て、3点リード。しかしロッテも二死一、二塁から榎本喜八のタイムリー安打で1点を返し、なおチャンスが続くところで、濃人渉監督は第1打席で広瀬宰の代打に送った井石礼司の3ラン本塁打で逆転した。3回、巨人が王、長嶋の連続本塁打で再逆転するが、ロッテもその裏ジョージ・アルトマン、ライトに入っていた井石のタイムリーで再逆転。先発の成田文男から佐藤元彦、平岡一郎とつなぎ、7回一死一、二塁のピンチを迎えると最後はエース木樽を投入、1点のリードを守り切った。
公式記録関係（日本野球機構ページ）

### 第5戦
11月2日　東京　入場者31281人
| 巨人   | 0 | 0 | 0 | 2 | 0 | 0 | 2 | 2 | 0 | 6 |
| ロッテ | 2 | 0 | 0 | 0 | 0 | 0 | 0 | 0 | 0 | 2 |

（巨）○高橋一（1勝1敗）－森

（ロ）小山、●木樽（2敗）、平岡、佐藤元、前田康、八木沢－醍醐

本塁打

（巨）黒江2号2ラン（4回小山）

（ロ）江藤1号2ラン（1回高橋一）

[審判]セ谷村（球）パ道仏　セ竹元　パ沖（塁）パ田川　セ岡田功（外）
ロッテは1回、江藤慎一の2ラン本塁打でこのシリーズ初めての先取点。しかし巨人も4回、黒江の2号2ラン本塁打で同点。7回、二死一塁から森昌彦が左翼方向に打ち上げた打球を追った遊撃手・飯塚佳寛と左翼手・アルトマンが激突。その間に一塁走者の黒江が生還し、これが決勝点となった。このとき、アルトマンは打球を追うことなく動けない飯塚の元へ駆け寄った。日本一を引き寄せる勝ち越し点に狂喜乱舞する巨人ベンチの中で、川上監督はその様子をしっかり観察し「彼は我々とは違う、高いレベルでのプレーを見せてくれている」とアルトマンの行動を評価したと、当時巨人の現役選手で後年スポーツライターになった瀧安治が記している。このあと巨人は高橋一のタイムリー安打で追加点を挙げ、8回にも2点を奪い、勝負を決めた。高橋一は2年連続で日本シリーズ胴上げ投手。最終打者は江藤で右翼フライだった。
公式記録関係（日本野球機構ページ）

## 表彰選手
- 最優秀選手賞、打撃賞 長嶋茂雄（巨）
- 敢闘賞　井石礼司　(ロ)
- 最優秀投手賞　堀内恒夫(巨)
- 技能賞　王貞治(巨)
- 優秀選手賞　黒江透修(巨)

## テレビ・ラジオ中継

### テレビ中継
第1戦:10月27日
- 日本テレビ 実況：越智正典 解説：金田正一 ゲスト解説：別当薫（大洋監督）、野村克也（南海選手兼任監督）

- 第2戦:10月29日
  - 日本テレビ 実況：志生野温夫 解説：青田昇 ゲスト解説：別当薫、野村克也
- 第3戦:10月31日
  - 東京12チャンネル（現：テレビ東京） 実況：金子勝彦 解説：森徹 ゲスト解説：三原脩（近鉄監督を辞任後、ヤクルト監督に就任）、野村克也、広岡達朗（広島コーチ）
    - 東京12チャンネルは当時系列局を持っていなかったが、全国32局ネットで放送された（日本プロ野球コミッショナーからは放送権獲得の要件として20局以上の放送が求められた）[10]。
    - 近畿地方では毎日放送がネット（当時、東京12chにMBSが資本参加していたため、事実上のNETテレビ系とクロスネット状態にあった。MBSが日本シリーズで東京12chのネットを受けるのはこの試合と1974年のロッテ対中日第5戦の2試合のみである）。
    - 東海3県では東京12chの親会社でもある日本経済新聞社との資本関係が強く、やはりNET系をメインとした事実上クロスネット状態だった中京テレビ放送は、当時UHFの視聴世帯が少なかったことも配慮し放送せず、日テレ系をメインとした名古屋放送で放送された。
- 第4戦:11月1日
  - NHK総合 実況:岡田実 解説：小西得郎、鶴岡一人
  - 東京12チャンネル 実況：金子勝彦 解説：森徹 ゲスト解説：三原脩、野村克也、稲尾和久（西鉄監督）広岡達朗、平松政次（大洋）
    - 近畿地方ではサンテレビと近畿放送がネット。
    - 東海3県は上述と同じ理由で名古屋放送がネット受けをした。
- 第5戦:11月2日
  - TBSテレビ 実況：渡辺謙太郎 解説：中西太 ゲスト：平松政次、金田留広（東映）
- 当時ネット局を持たなかった東京12チャンネルは放映権を獲得。開局以来初のシリーズ中継となった（詳細はこちらを参照）。巨人の9連覇の間に日本テレビ以外の在京民放局で放映権を獲得できたのは、この年の東京12チャンネルとTBSだけである。
- なお、第6・7戦は日本テレビで中継される予定だった。

### ラジオ中継
- 第1戦:10月27日
  - NHKラジオ第1
  - TBSラジオ（JRN） 実況：石井智 解説：中西太 ゲスト：田宮謙次郎（東映監督）
  - 文化放送 解説：堀本律雄 ゲスト：永田雅一
  - ニッポン放送（NRN） 解説：豊田泰光 ゲスト解説：張本勲（東映）
  - ラジオ関東（現：ラジオ日本） 解説：千葉茂
- 第2戦:10月29日
  - NHKラジオ第1 実況：鈴木文彌 解説：鶴岡一人、加藤進　
  - TBSラジオ（JRN） 解説：大和球士、秋山登
  - 文化放送（NRN） 解説：堀本律雄 ゲスト解説：張本勲
  - ニッポン放送 解説：豊田泰光 ゲスト解説：平松政次（大洋）
  - ラジオ関東 解説：宮田征典 ゲスト：沼沢康一郎
- 第3戦:10月31日
  - NHKラジオ第1 解説：小西得郎、加藤進　
  - TBSラジオ（JRN） 実況：新村尚久 解説：中西太、沼沢康一郎
  - 文化放送 解説：堀本律雄 ゲスト解説：張本勲
  - ニッポン放送（NRN） 解説：豊田泰光 ゲスト解説：関根潤三（広島コーチ）、毒島章一（東映）
  - ラジオ関東は中継なし（競馬中継を放送）。
- 第4戦:11月1日
  - TBSラジオ（JRN） 実況：山田二郎 解説：中西太 ゲスト解説：野村克也
  - 文化放送（NRN） 解説：堀本律雄 ゲスト解説：張本勲
  - ニッポン放送 実況：枇杷阪明 解説：豊田泰光 ゲスト解説：近藤和彦（大洋）
  - NHKラジオ第1放送（東京六大学野球中継）およびラジオ関東（競馬中継）は中継なし。
- 第5戦:11月2日
  - NHKラジオ第1 実況：岩本修 解説：鶴岡一人、加藤進
  - TBSラジオ（JRN） 実況：石井智 解説：大和球士 ゲスト解説：野村克也
  - 文化放送 実況：戸谷真人 解説：堀本律雄 ゲスト解説：張本勲
  - ニッポン放送（NRN） 解説：豊田泰光 ゲスト解説：関根潤三、毒島章一
  - ラジオ関東 実況：島碩弥 解説：宮田征典 ゲスト：沼沢康一郎